# Brno dolní nádraží
Brno dolní nádraží (označováno též jako Brno-dolní nebo Rosické nádraží) je železniční stanice v Brně nacházející se ve čtvrti Trnitá (ulice Rosická 505/1a) v km 2,420 dvoukolejné elektrifikované trati Brno-Horní Heršpice – Brno-Maloměřice. Disponuje osmi dopravními (navazující koleje č. 22 a 22a jsou počítány jako samostatná dopravní kolej) a dvanácti manipulačními kolejemi, jsou do ní zaústěny dvě vlečky. Zprovozněno bylo v roce 1856 a od roku 1870 sloužilo výhradně nákladní dopravě. Po roce 2010 bylo při rekonstrukcích hlavního nádraží a okolních tratí několikrát využíváno i osobními vlaky, které sem byly kvůli dlouhodobým výlukám přesměrovány.
V místě Dolního nádraží má být postaveno nové hlavní nádraží.

## Historie

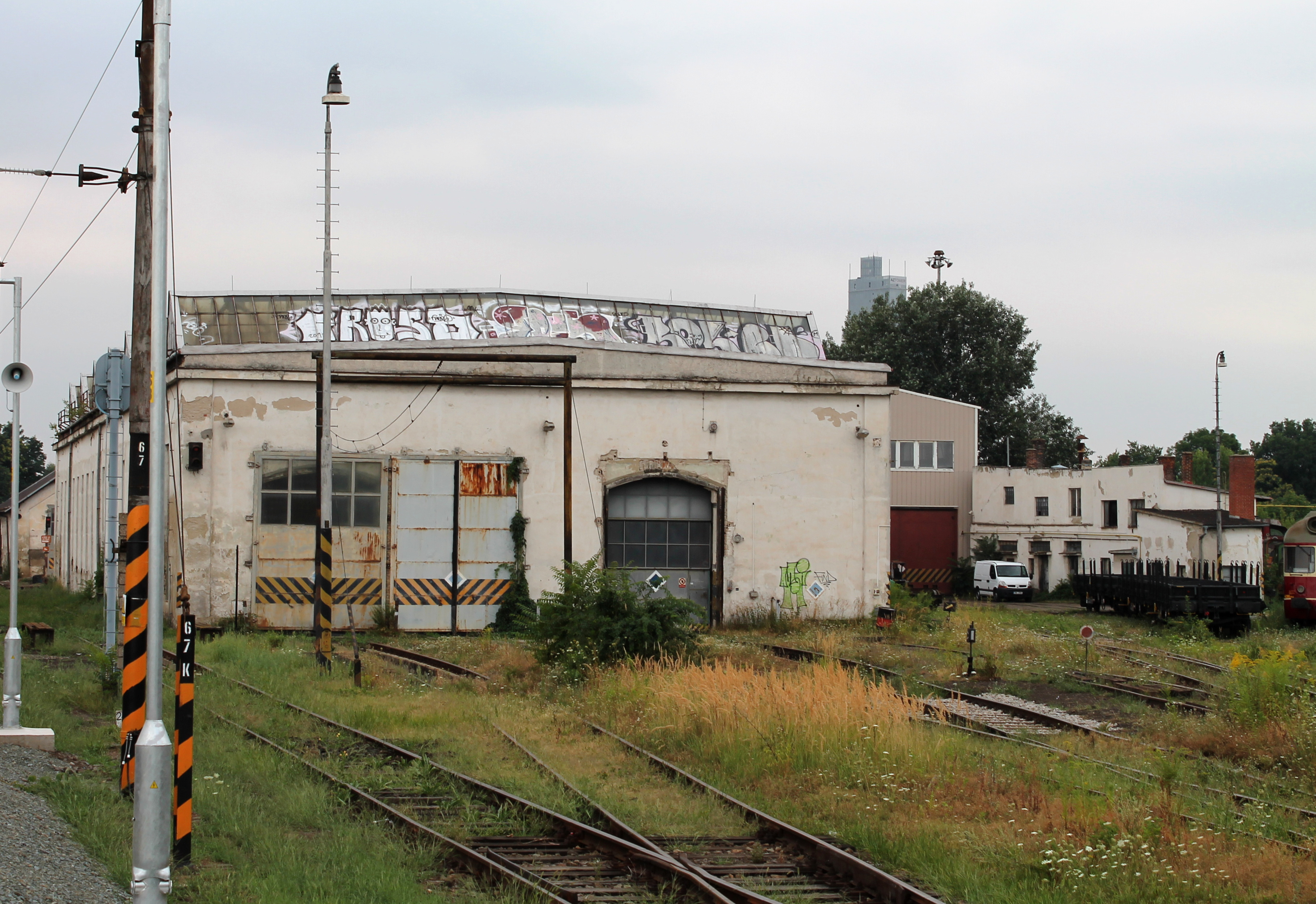
Budova depa na Dolním nádraží

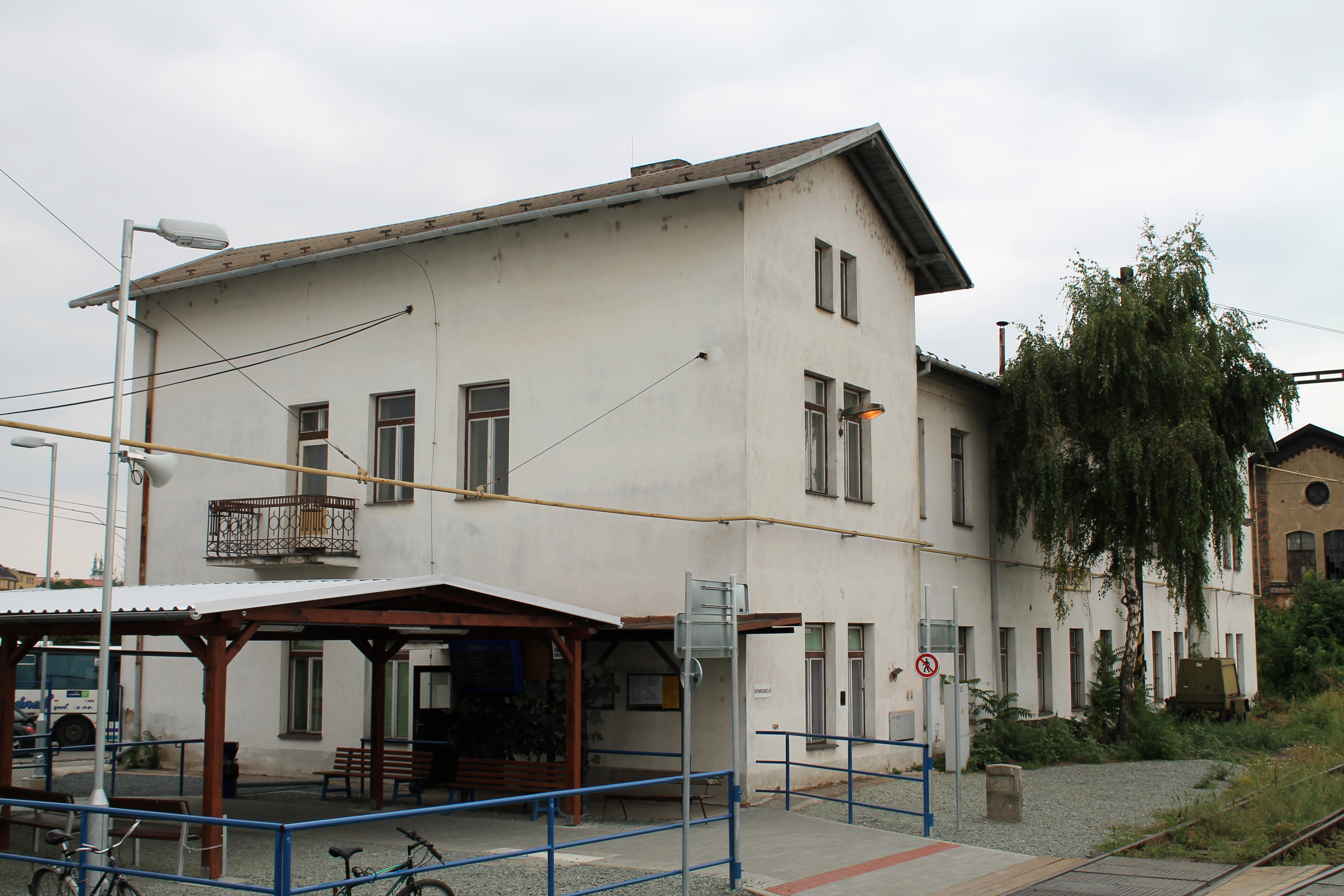
Původní výpravní budova s dřevěným přístřeškem pro cestující postaveným v roce 2013

Po dvojnádraží KFNB/StEG (dnes stanice Brno hlavní nádraží, dříve též horní nádraží) se jedná o druhé nejstarší brněnské nádraží. Zprovozněno bylo 2. ledna 1856 na okraji brněnského předměstí Trnitá jako koncová stanice Brněnsko-rosické dráhy (odtud „rosické nádraží“), která si zde zřídila také výtopnu. Roku 1870 převzala provoz na této dráze StEG, která na rosickou trať napojila ve Střelicích svoji vlastní novou dráhu z Hrušovan nad Jevišovkou (resp. z Vídně). Aby spojila svoji část horního nádraží s Dolním nádražím (které bylo podstatně rozšířeno), postavila tohoto roku StEG také spojku vedoucí po náspu kolem Wannieckovy strojírny (později Galerie Vaňkovka) a Offermannovy továrny (později obchodní dům Prior), podél ulice Dornych, k severnímu zhlaví hlavního nádraží před viaduktem přes Křenovou ulici. Od té doby bylo Dolní nádraží využíváno již pouze jako nákladní stanice, osobní vlaky zde nezastavovaly a pokračovaly po tomto propojení až na hlavní nádraží. V roce 1879 se společnost Brněnsko-rosická dráha stala součástí StEG.
Do severního zhlaví rosického nádraží byla v roce 1887 přivedena další trať StEG, Vlárská dráha (včetně židenické spojky), na kterou byla napojena v roce 1890 nákladní Svitavská pobřežní dráha, již využívaly nákladní vlaky od Tišnova pro přímou jízdu na Dolní nádraží, které bylo opět rozšířeno. Osobní vlaky z Vlárské trati v prvních letech dojely na rosické nádraží a následně sunuly po spojce na horní nádraží, od roku 1900 již na Dolní nádraží nezajížděly a využívaly židenickou spojku. V roce 1904 postavila StEG před řekou Svratkou střelickou spojku, odbočující z jižního zhlaví stanice a vedoucí na trať KFNB, kterou začaly pro jízdu na hlavní nádraží využívat osobní vlaky od Střelic. V roce 1909 byla StEG zestátněna. V letech 1966–1970 byla trať Brno-Horní Heršpice – Brno dolní nádraží – Brno-Židenice přestavěna na nákladní průtah, který je v této podobě využíván dodnes; zároveň byla roku 1970 zrušena přímá spojka z Dolního nádraží na hlavní nádraží k viaduktu na Křenové.
Výtopnu Brněnsko-rosické dráhy na Dolním nádraží začala v roce 1870 využívat StEG, která ji postupně rozšiřovala a stala se pro ni hlavní brněnskou výtopnou. Po zestátnění se jednalo o jedno ze dvou hlavních lokomotivních dep ve městě, která byla sloučena až v roce 1994. Depo je nyní součástí DKV Brno.
V letech 2010–2012 bylo po nákladním průtahu každodenně vedeno několik vlaků linky S1 IDS JMK, rosickým nádražím však pouze projížděly. V roce 2013, poprvé od roku 1870, bylo Dolní nádraží využito i pro pravidelnou osobní dopravu. Kvůli rozsáhlé rekonstrukční výluce hlavního nádraží bylo na místě třetí staniční koleje Dolního nádraží vybudováno 200 m dlouhé provizorní nástupiště, u kterého od 13. července do 11. srpna 2013 zastavovaly dálkové vlaky (EuroCity a expresy). Regionální vlaky byly většinou ukončeny ve stanicích na okrajích města, pouze integrovaná linka S3 nákladním průtahem projížděla bez zastavení. Další výluka hlavního nádraží byla zahájena 3. června 2017 a ukončena 10. září téhož roku. Dolní nádraží tak bylo opětovně využito pro zastavování dálkových vlaků, zatímco spoje regionální linky S3 jej zase jen projížděly. Novinkou bylo vybudování druhého provizorního nástupiště.

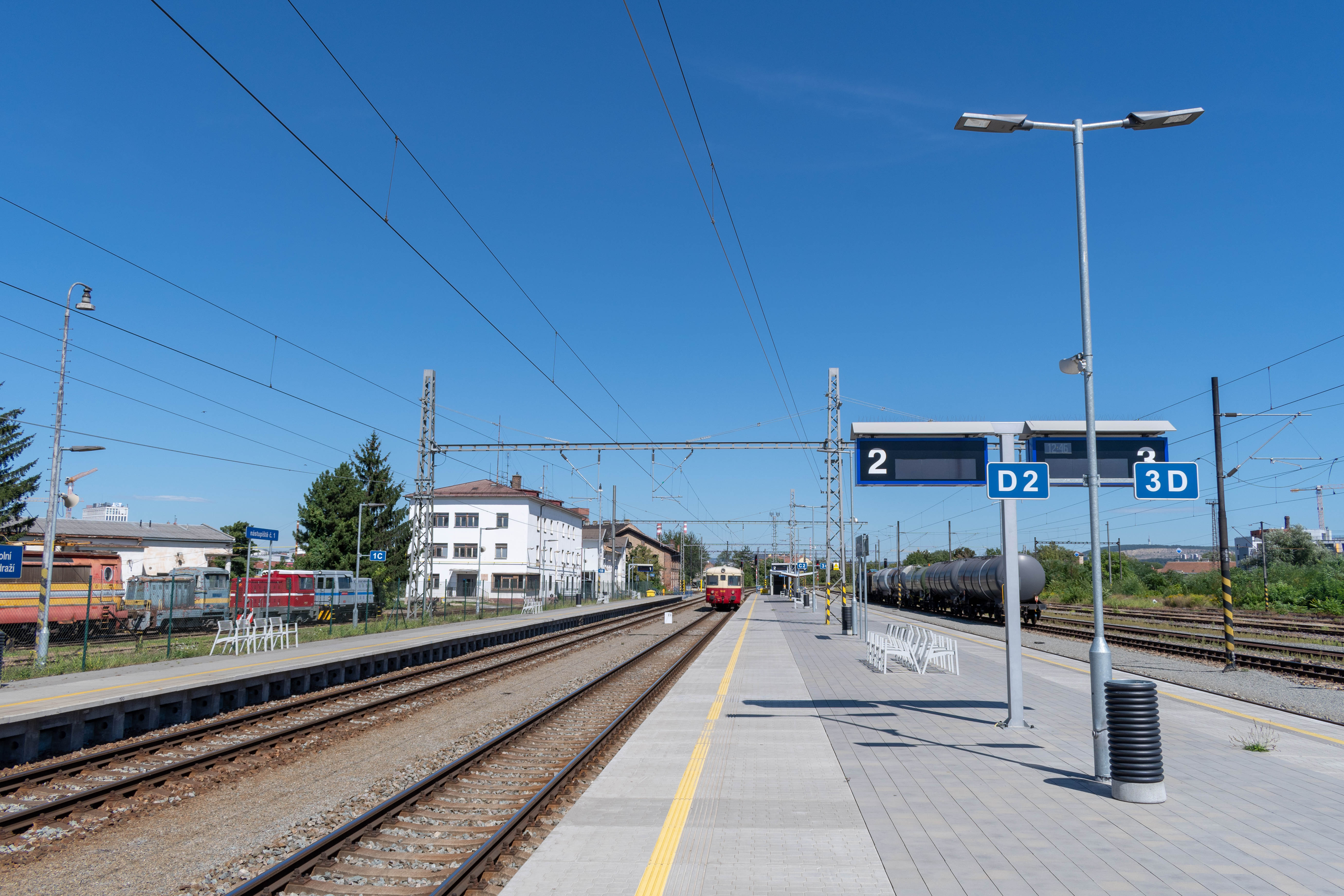
Ostrovní nástupiště v roce 2020

Od jara 2018 probíhaly další úpravy Dolního nádraží. Přibylo nové ostrovní nástupiště, ke kterému Správa železniční dopravní cesty vybudovala podchod, zřízena byla také provizorní čekárna s prodejnou jízdenek. Od začátku září 2018 zajížděly na Dolní nádraží kvůli rekonstrukci mostů přes Hybešovu a Křídlovickou ulici vlaky linky S41 ze směru od Moravských Bránic. Velká výluka začala 9. prosince 2018, při níž byla kvůli modernizaci zabezpečovacího zařízení na částečně vyloučeném hlavním nádraží vedena veškerá dálková doprava přes Dolní nádraží. Běžný provoz přes hlavní nádraží byl obnoven 15. prosince 2019. Dolní nádraží od té doby slouží jako záložní stanice pro osobní vlaky mezi Tišnovem a Vranovicemi v případě provozních komplikací na centrální stanici. Podle jízdního řádu 2019/2020 bylo pravidelně obsluhováno dvěma vlaky denně (jeden ranní osobní vlak z Tišnova do Židlochovic a odpolední spěšný vlak z České Třebové do Brna, který zde končil). Během července a začátku srpna 2020 bylo opět využíváno v důsledku částečné výluky mezi hlavním nádražím a Židenicemi.
Roku 2022 došlo ke zrušení vlečky na výstaviště, která byla do Dolního nádraží zaústěna.

## Nové hlavní nádraží
V místě Dolního nádraží počítají plány s výstavbou nového hlavního nádraží. Stavba nádraží podle návrhu nizozemských ateliérů Benthem Crouwel Architects a West 8 by měla začít v roce 2028, otevřeno by mělo být v roce 2034. 